# ジャメイン・オルティス
ジャメイン・オルティス（Jamaine Ortiz、1996年4月28日 - ）は、アメリカ合衆国のプロボクサー。マサチューセッツ州ウースター出身。

## 来歴

### プロ時代
2016年5月13日、ロードアイランド州リンカーンのツインリバー・イベントセンターでプロデビュー戦を行い、1回終了時TKO勝ち。
2019年2月23日、ロードアイランド州リンカーンのツインリバー・イベントセンターにてリカルド・キロスとWBC世界ユースライト級王座決定戦を行い、8回3-0の判定勝ちを収め王座獲得に成功した。
2019年9月9日、ロードアイランド州リンカーンのツインリバー・イベントセンターにてロメイン・クートゥアとWBCインターコンチネンタルユーススーパーライト級王座決定戦を行い、8回3-0の判定勝ちを収め王座獲得に成功した。
2020年11月28日、カリフォルニア州ロサンゼルスのステイプルズ・センターにてマイク・タイソン対ロイ・ジョーンズ・ジュニア戦の前座でスライマン・セガワとWBCアメリカ大陸ライト級シルバー王座決定戦を行い、7回2分50秒KO勝ちを収め王座獲得に成功した。
2022年2月18日、フロリダ州オーランドのカリブ・ロイヤル・オーランドにてナヒル・オルブライトとNABFライト級王座決定戦を行い、10回3-0の判定勝ちを収め王座獲得に成功した。
2022年5月21日、ネバダ州ラスベガスのリゾート・ワールド・ラスベガスにてジャニベク・アリムハヌリ対ダニー・ディナムの前座で元WBO世界スーパーフェザー級王者ジャメル・ヘリングとUSBAライト級王座決定戦を行い、10回3-0の判定勝ちを収め、USBA王座獲得に成功するとともにNABF王座の初防衛に成功した。
2022年10月29日、ニューヨーク州ニューヨークのマディソン・スクエア・ガーデン内フールー・シアターで世界3階級制覇王者ワシル・ロマチェンコと対戦し、大方の予想を覆し接戦を繰り広げるも12回0-3（112-116、111-117、113-115）の判定負けでキャリア初黒星を喫した。
2024年2月8日、ラスベガスのミケロブ・ウルトラ・アリーナでWBO世界スーパーライト級王者テオフィモ・ロペスに挑戦。オルティスは終始アウトボクシングに徹し、接戦を繰り広げるも12回0-3（111-117、113-115×2）の判定負けを喫し王座獲得に失敗した。
2024年11月1日、フロリダ州オーランドのカリビロイヤルオーランドでWBAアメリカ大陸スーパーライト級王座決定戦としてクリスティアン・ルーベン・ミノと対戦し、4回2分TKO勝ちを収め再起ならびに王座獲得に成功した。

## 戦績
- プロボクシング：21戦 18勝 (9KO) 2敗 1分

| 戦           | 日付           | 勝敗 | 時間    | 内容    | 対戦相手                       | 国籍           | 備考                                                                  |
| ------------ | -------------- | ---- | ------- | ------- | ------------------------------ | -------------- | --------------------------------------------------------------------- |
| 1            | 2016年5月13日  | ☆    | 1R 終了 | TKO     | ジョシュ・パーカー             | アメリカ合衆国 | プロデビュー戦                                                        |
| 2            | 2016年7月15日  | ☆    | 3R 終了 | TKO     | キミー・サンピエール           | カナダ         |                                                                       |
| 3            | 2017年2月4日   | ☆    | 4R      | 判定2-0 | カントン・ミラー               | アメリカ合衆国 |                                                                       |
| 4            | 2017年4月7日   | ☆    | 3R      | TKO     | グレン・ミッチェル             | アメリカ合衆国 |                                                                       |
| 5            | 2017年8月26日  | ☆    | 4R      | 判定3-0 | アンヘル・フィゲロア           | プエルトリコ   |                                                                       |
| 6            | 2017年9月16日  | ☆    | 3R 終了 | TKO     | ダーネル・ペティス             | アメリカ合衆国 |                                                                       |
| 7            | 2017年12月7日  | ☆    | 6R      | 判定3-0 | デリック・マレー               | アメリカ合衆国 |                                                                       |
| 8            | 2018年2月23日  | ☆    | 6R      | 判定3-0 | ビクター・ロザス               | メキシコ       |                                                                       |
| 9            | 2018年5月11日  | ☆    | 3R 2:54 | TKO     | タイロン・ラッキー             | アメリカ合衆国 |                                                                       |
| 10           | 2019年2月23日  | ☆    | 8R      | 判定3-0 | リカルド・キロス               | アメリカ合衆国 | WBC世界ユースライト級王座決定戦                                       |
| 11           | 2019年4月26日  | ☆    | 1R 1:50 | TKO     | ヴィトー・ジョーンズ           | ブラジル       |                                                                       |
| 12           | 2019年9月9日   | ☆    | 8R      | 判定3-0 | ロメイン・クートゥア           | フランス       | WBCインターコンチネンタルユーススーパーライト級王座決定戦             |
| 13           | 2020年2月28日  | ☆    | 2R 2:11 | TKO     | ルイス・カスティージョ・リール | メキシコ       |                                                                       |
| 14           | 2020年11月28日 | ☆    | 7R 2:50 | KO      | スライマン・セガワ             | ウガンダ       | WBCアメリカ大陸ライト級シルバー王座決定戦                             |
| 15           | 2021年4月24日  | △    | 8R      | 判定1-0 | ジョセフ・アドルノ             | アメリカ合衆国 |                                                                       |
| 16           | 2022年2月18日  | ☆    | 10R     | 判定3-0 | ナヒル・オルブライト           | アメリカ合衆国 | NABFライト級王座決定戦                                                |
| 17           | 2022年5月21日  | ☆    | 10R     | 判定3-0 | ジャメル・ヘリング             | アメリカ合衆国 | USBAライト級王座決定戦 NABFライト級タイトルマッチ USBA獲得・NABF防衛1 |
| 18           | 2022年10月29日 | ★    | 12R     | 判定0-3 | ワシル・ロマチェンコ           | ウクライナ     |                                                                       |
| 19           | 2023年9月15日  | ☆    | 10R     | 判定3-0 | アントニオ・モラン             | メキシコ       |                                                                       |
| 20           | 2024年2月8日   | ★    | 12R     | 判定0-3 | テオフィモ・ロペス             | アメリカ合衆国 | WBO世界スーパーライト級タイトルマッチ                                 |
| 21           | 2024年11月1日  | ☆    | 4R 2:00 | TKO     | クリスティアン・ルーベン・ミノ | アルゼンチン   | WBAアメリカ大陸スーパーライト級王座決定戦                             |
| テンプレート |                |      |         |         |                                |                |                                                                       |

## 獲得タイトル
- WBC世界ユースライト級王座
- WBCインターコンチネンタルユーススーパーライト級王座
- WBCアメリカ大陸ライト級シルバー王座
- NABFライト級王座
- USBAライト級王座
- WBAアメリカ大陸スーパーライト級王座